# Nostra Signora della Neve

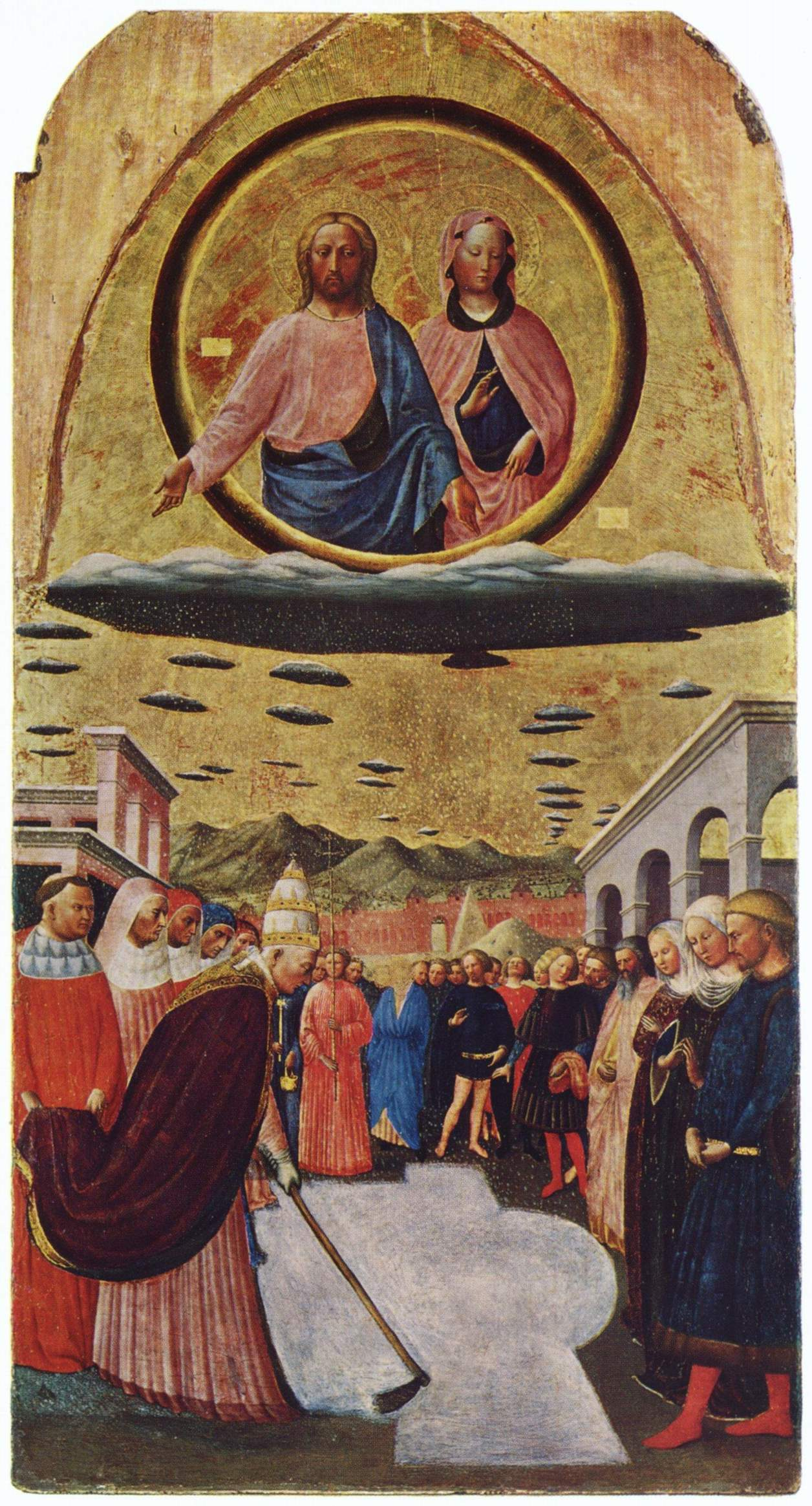
Masolino da Panicale, Miracolo della neve, Museo di Capodimonte, Napoli

Nostra Signora della Neve, o Madonna della Neve (in latino Sancta Maria ad Nives), è uno dei titoli sotto cui viene invocata, specialmente in ambito cattolico, Maria, la madre di Gesù. Il titolo è legato a quello della basilica di Santa Maria ad Nives sul colle Esquilino di Roma, ritenuta il più antico santuario mariano dell'Occidente, eretta da papa Sisto III sul sito dell'antica basilica liberiana e intitolata alla Vergine, che il recente concilio di Efeso aveva solennemente proclamato "Madre di Dio" (o Theotókos, in greco Θεοτόκος). I festeggiamenti vengono generalmente fatti coincidere con la memoria della dedicazione della basilica di Santa Maria Maggiore, che già il martirologio geronimiano pone al 5 agosto; in tale giorno viene anche celebrato il ricordo del leggendario miracolo della nevicata che avrebbe ispirato a papa Liberio la fondazione dell'edificio sacro.

## Storia
Il titolo di Madonna della Neve risale ai primi secoli della Chiesa cattolica ed è legato alla nascita della basilica di Santa Maria Maggiore in Roma.
L'antica chiesa fu atterrata al tempo di Sisto III che in ricordo del Concilio di Efeso dove si era solennemente decretata la Maternità Divina di Maria, volle innalzare a Roma una basilica più grande in onore della Vergine, utilizzando anche i materiali di recupero della chiesa antecedente. In quel periodo a Roma nessuna chiesa o basilica raggiungeva lo splendore e la grandezza del nuovo luogo di culto. Qualche decennio dopo, le fu dato il titolo di Basilica di S. Maria Maggiore per indicare la sua prevalenza su tutte le chiese dedicate alla Madonna.
Nei secoli seguenti la basilica ebbe vari interventi di restauro strutturale e artistico, fino a giungere nel 1750 alle forme architettoniche che oggi ammiriamo.
Il culto sulla Madonna della Neve andò comunque sempre più confermandosi, tanto è vero che tra il XV e il XVIII secolo ci fu la massima diffusione delle chiese dedicate alla Madonna della Neve, con l'instaurarsi di tante celebrazioni locali che ancora oggi coinvolgono interi paesi e quartieri di città. A Roma il 5 agosto nella patriarcale Basilica di Santa Maria Maggiore, il miracolo viene ricordato con una pioggia di petali di rosa bianca, cadenti dall'interno di una botola nel soffitto monumentale durante la solenne celebrazione liturgica.
Il culto, come si è detto, ebbe grande diffusione: oggi in Italia si contano 152 edifici sacri fra chiese, santuari, basiliche minori ecc. intitolate alla Madonna della Neve. Ogni regione ne possiede una notevole quantità, in particolare concentrate su zone dove la neve non manca; le regioni che primeggiano sono: il Piemonte con 31, la Lombardia con 19, la Campania con 17. Nel napoletano il culto e la celebrazione sono molto solenni, coinvolgendo le comunità di fedeli con manifestazioni esterne e folcloristiche.

## Descrizione

### Tradizione

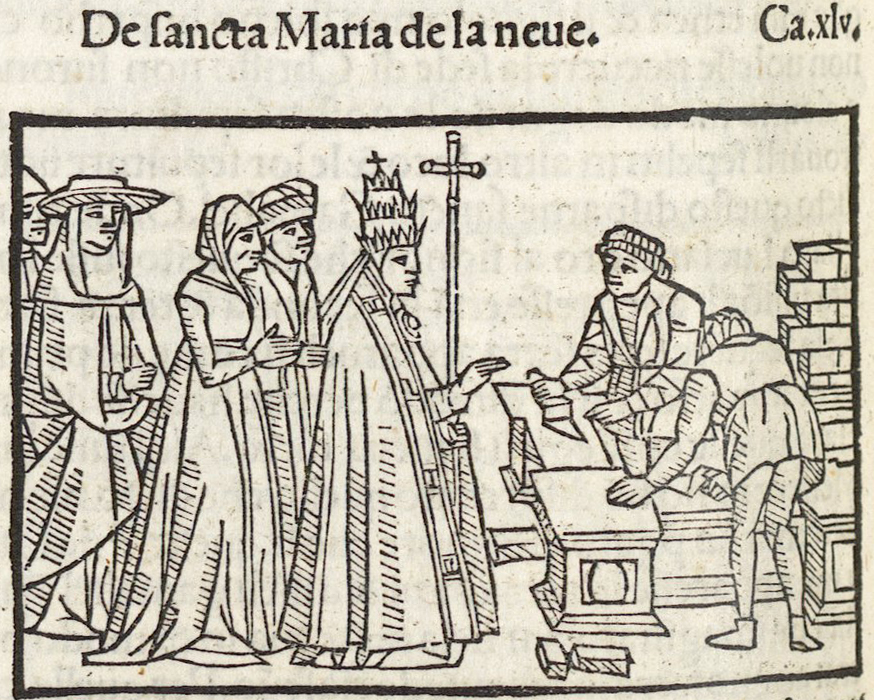
I coniugi romani con il papa che benedice la costruzione della chiesa nella Legenda Aurea (1497)

Nel 352, sotto il pontificato di papa Liberio, un nobile e ricco patrizio romano di nome Giovanni insieme alla sua nobile moglie, non avendo figli decise di offrire i propri beni alla Santa Vergine per la costruzione di una chiesa a lei dedicata. La Madonna apprezzò il loro desiderio e apparve in sogno ai coniugi la notte fra il 4 e il 5 agosto, indicando con un miracolo il luogo dove sarebbe sorta la chiesa. La mattina seguente i coniugi romani si recarono dal papa per raccontare il sogno fatto da entrambi: poiché anche il papa aveva fatto lo stesso sogno, si recarono sul posto indicato, il Colle Esquilino, che fu trovato coperto di neve in piena estate. Il pontefice tracciò il perimetro della nuova chiesa seguendo la superficie del terreno innevato e fece costruire l'edificio sacro a spese dei nobili coniugi.
Questa tradizione non è confermata da alcun documento; la chiesa fu detta Liberiana, mentre dal popolo fu chiamata anche ad Nives (della Neve).

### Celebrazione

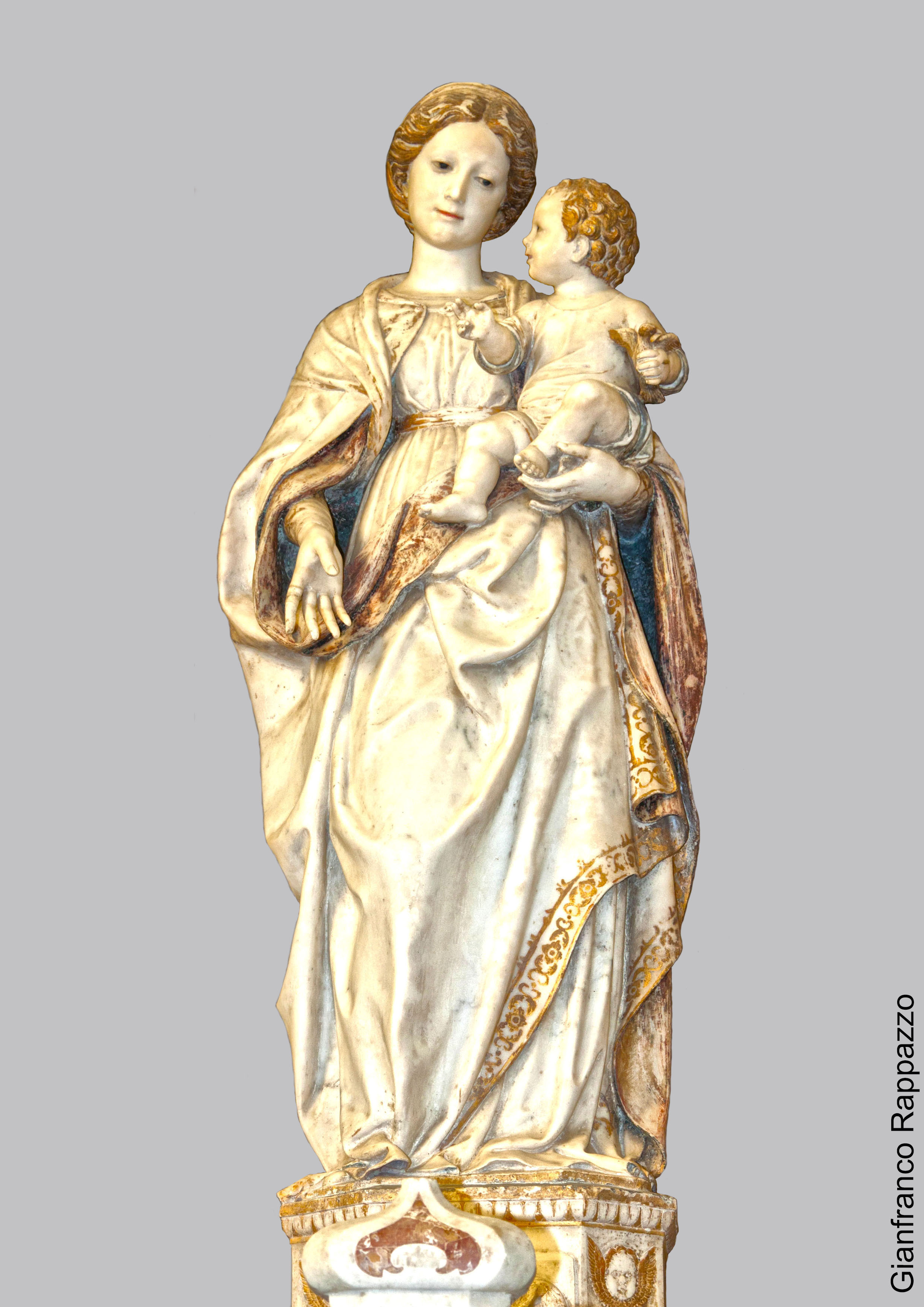
Santa Lucia del Mela, Statua Marmorea Madonna della neve, 1529, Antonello Gagini

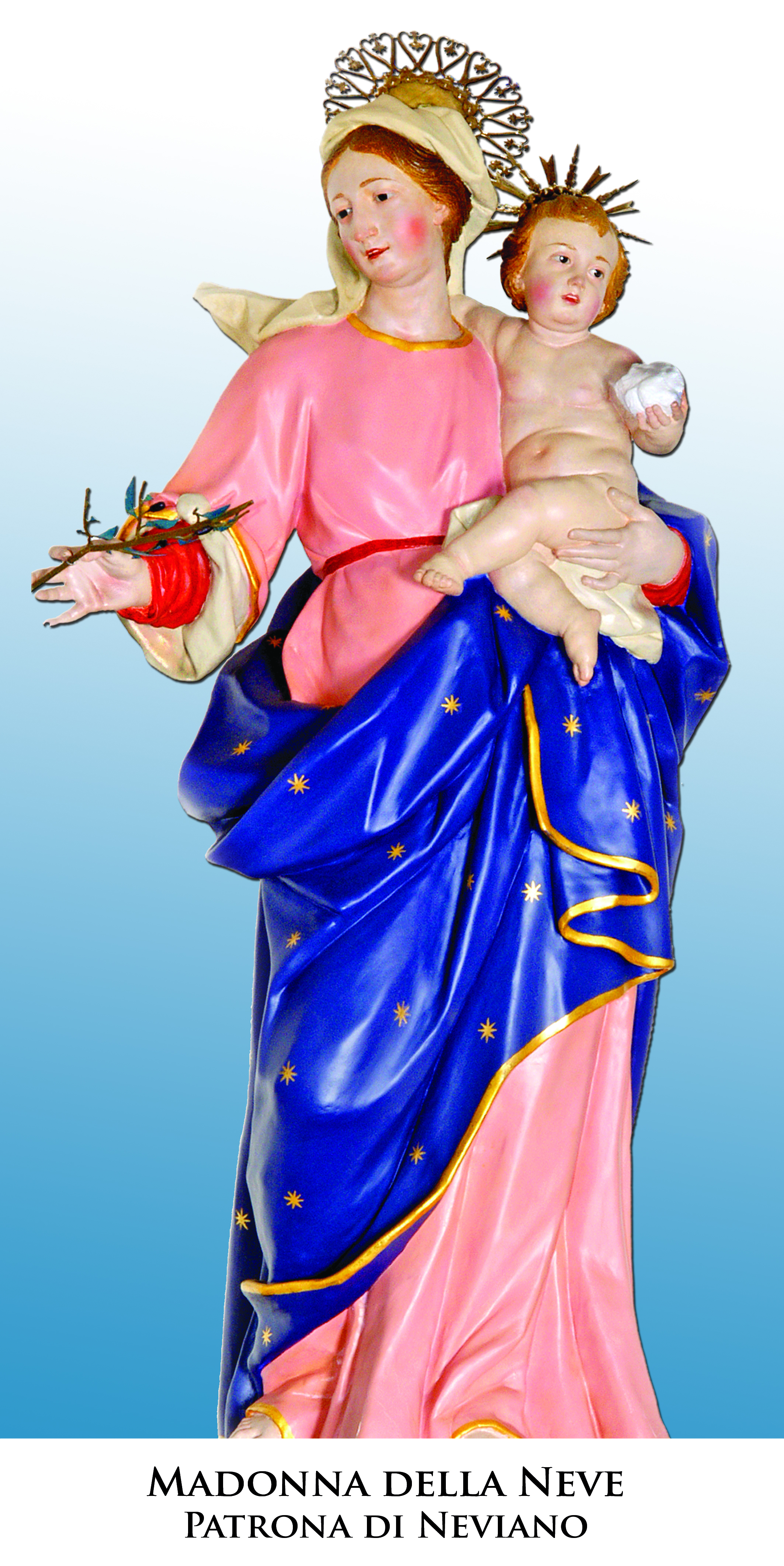
Neviano, Statua lignea del XVII secolo

La Madonna della Neve si festeggia il 5 agosto.